# Теленгіти

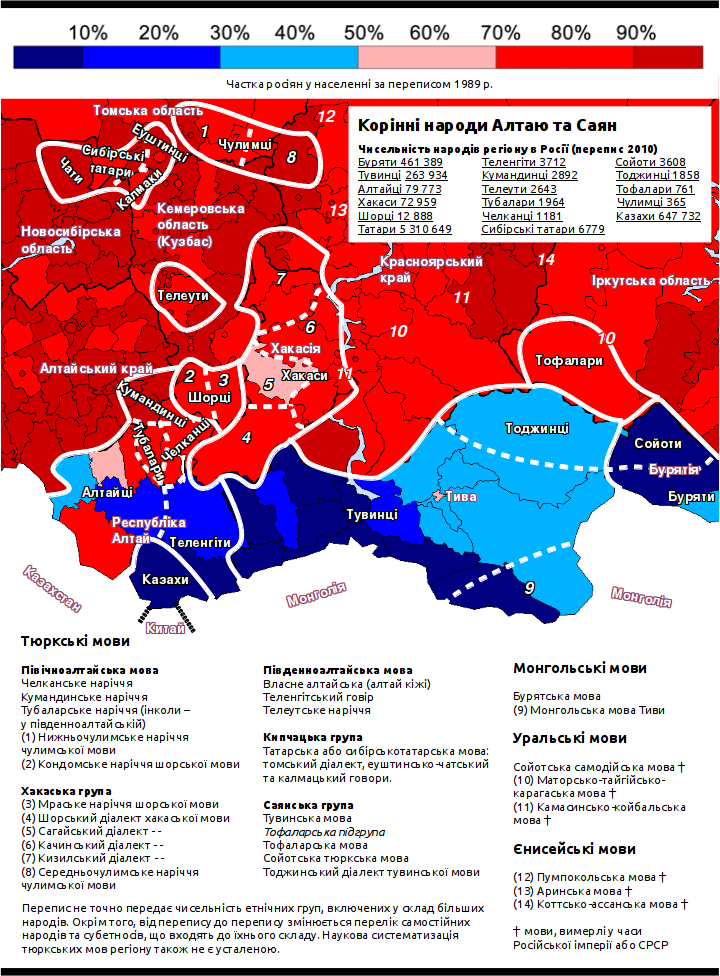
Ареал розселення теленгітів

Теленгі́ти — корінний нечисленний народ в Росії, що живе на Алтаї. 
У 1916 р. теленгіти намагалися відкочовувати до Монголії від утисків козаків, проте були повернені і суворо покарані. У 2000 році їх віднесли до корінних нечисленних народів Російської Федерації (Ухвала Уряду Російської Федерації № 255 від 24 березня 2000 р.). У наш час[коли?] теленгітами вважають себе в основному корінні жителі південних районів Республіки Алтай — Кош-Агацького і Улаганського. За переписом населення 2002 року чисельність теленгітів в Республіці Алтай становила 2,4 тис. осіб. Водночас самі теленгіти оцінюють свою чисельність не менше чим в 15 тис. осіб. У 2004 р. була створена федерація теленгітів.